# UFC APEX
UFC APEX är Zuffa, LLC:s multiarena, produktions- och kontorskomplex. Ett dryga 12 000 m2 stort komplex som öppnade 18 juni 2019 i samma sammanhängande område som  UFC:s HK och UFC Performance Institute i Las Vegas, Nevada, USA.

## Design och byggnation
I komplexet finns 22 rum, inklusive ett rum med en cirka 15 gånger 15 meter (50 gånger 50 fot) stor scen tänkt för pre- och post-matchintervjuer. Förutom oktagonen finns dessutom VIP-svit, medialounge, fyra omklädningsrum, tekniker- och produktionsrum, 12 "vanliga" rum och ett multifunktionsrum. Sedan april 2020 finns även ett välutrustat gym.

### Oktagon
UFC använder sig av två storlekar på sin oktagon. En större om 9,1 meter (30 fot) i diameter för större evenemang och en mindre om 7,62 meter (25 fot) i diameter för mindre. APEX oktagon är den mindre så oavsett vilket evenemang som arrangeras kommer det att utspela sig i den mindre.
Färdigställandet av interiören tog kalendariskt cirka sex månader från det att fastigheten  köptes. Arbetsmässigt tog det 167 arbetsdagar med totalt 56 300 mantimmar. Ansvarig för utformningen av komplexet var Craig Borsari, UFC:s produktionschef (Executive VP of Production).

## Produktion
Dana White's Contender Series säsong 3 sändes härifrån. Förutom DWCS kommer samtliga UFC:s galor produceras härifrån, oavsett var galan fysiskt hålls. Från och med fjärde kvartalet 2020 kommer sändningarna från APEX att vara i 4K-kvalitet.

## Syfte
“With UFC APEX, we’re future-proofing the 
way we produce and distribute our content"
Tanken med UFC APEX var att uppnå självständighet. Formatet och storleken tillåter Zuffa att arrangera och producera både sport och annan underhållning under eget tak.